# Sandro Cavazza

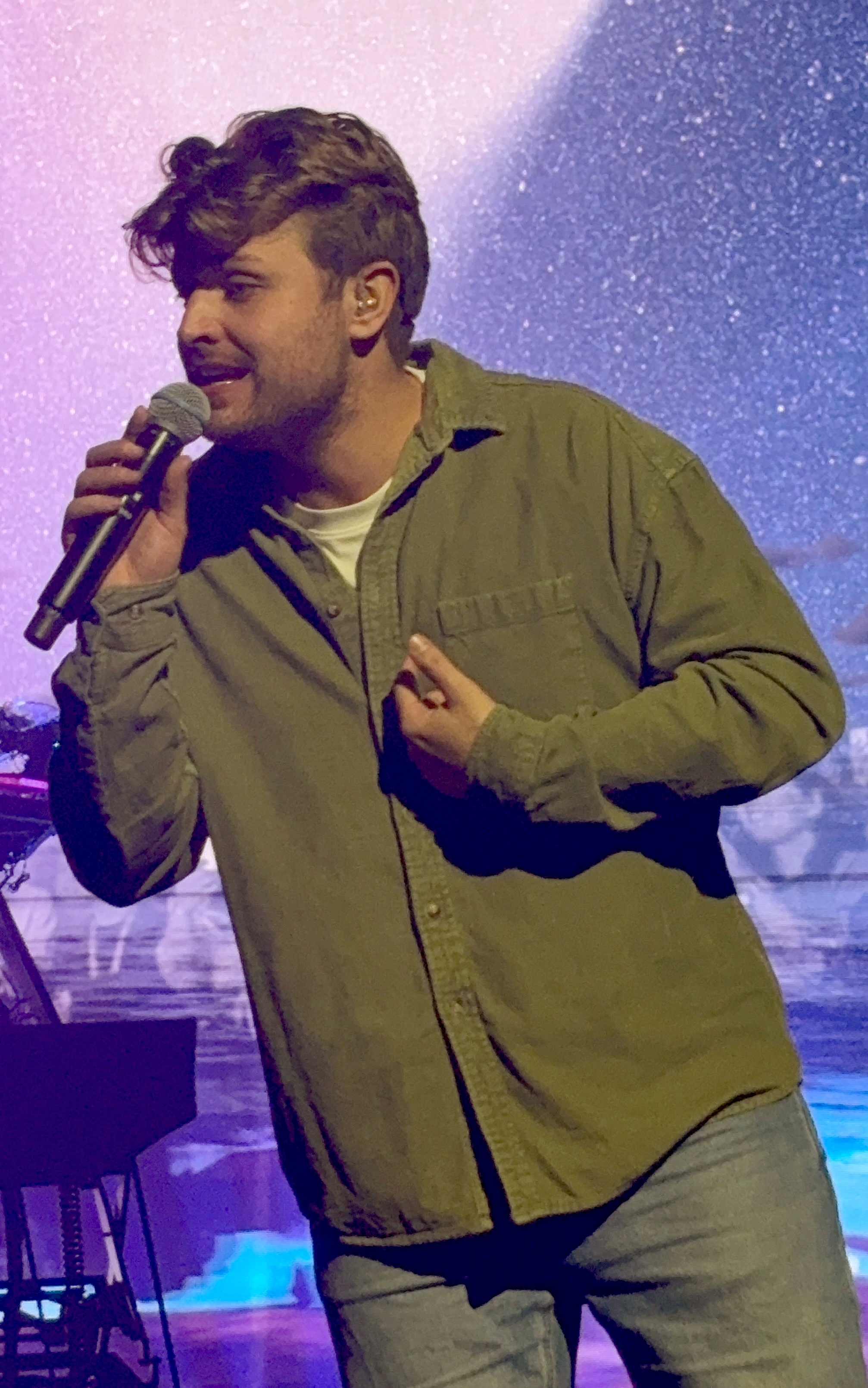
Sandro Cavazza, 2024

Sandro Cavazza (* 11. September 1992 in Stockholm) ist ein schwedischer Popsänger und Songwriter.

## Biografie
Sandro Cavazza begann in früher Kindheit zu singen und schrieb bereits im Grundschulalter seine ersten Lieder. Er studierte am Los Angeles College of Music und gründete während dieser Zeit die internationale Musikgruppe Bonavox, welche Cavazza nach dem Abschluss des Studiums zugunsten eigener Projekte verließ.
Erste Bekanntheit erlangte Sandro Cavazza im Jahr 2015 durch Zusammenarbeit mit dem schwedischen DJ Avicii auf dessen Album Stories. Er ist als Co-Writer und Sänger auf den Tracks Sunset Jesus und Gonna Love Ya vertreten, die beide in die schwedischen Musikcharts einstiegen, letzterer stieg dort bis auf Platz 3.
Im Sommer 2016 wurde die Single Beautiful Life des belgischen Produzenten Lost Frequencies veröffentlicht, zu welcher Cavazza die Vocals beisteuerte. Diese erreichte die Spitze der belgischen Musikcharts (sowohl Flandern als auch Wallonien) und war auch in einigen weiteren Ländern Europas in den Charts vertreten.
Im April 2017 veröffentlichte Cavazza seine erste Solo-EP mit dem Titel Sandro Cavazza. Im August erreichte er erneut in Zusammenarbeit mit Avicii große Aufmerksamkeit. Auf dessen EP AVĪCI (01) befinden sich unter anderem die Songs Without You, bei dem Cavazza als Leadsänger vertreten ist, sowie ein Remix des Songs So Much Better aus seiner eigenen Solo-EP. Without You stieg direkt auf Platz eins der schwedischen Charts ein und wurde europaweit ein großer Erfolg.

## Diskografie

### EPs
- 2017: Sandro Cavazza

### Singles
| Jahr | Titel Album                              | Höchstplatzierung, Gesamtwochen, AuszeichnungChartplatzierungen (Jahr, Titel, Album, Platzierungen, Wochen, Auszeichnungen, Anmerkungen) | Höchstplatzierung, Gesamtwochen, AuszeichnungChartplatzierungen (Jahr, Titel, Album, Platzierungen, Wochen, Auszeichnungen, Anmerkungen) | Höchstplatzierung, Gesamtwochen, AuszeichnungChartplatzierungen (Jahr, Titel, Album, Platzierungen, Wochen, Auszeichnungen, Anmerkungen) | Höchstplatzierung, Gesamtwochen, AuszeichnungChartplatzierungen (Jahr, Titel, Album, Platzierungen, Wochen, Auszeichnungen, Anmerkungen) | Höchstplatzierung, Gesamtwochen, AuszeichnungChartplatzierungen (Jahr, Titel, Album, Platzierungen, Wochen, Auszeichnungen, Anmerkungen) | Anmerkungen                                                                   |
| Jahr | Titel Album                              | DE | AT | CH | UK | SE | Anmerkungen                                                                   |
| --- | ---------------------------------------- | --- | --- | --- | --- | --- | ----------------------------------------------------------------------------- |
| 2018 | High with Somebody –                     | — | — | — | — | SE9 ×3Dreifachplatin · (36 Wo.)SE | Erstveröffentlichung: 23. März 2018 mit P3GI-13; Verkäufe: + 240.000          |
| 2018 | Used To –                                | — | — | — | — | SE63 Gold · (1 Wo.)SE | Erstveröffentlichung: 9. November 2018 feat. Lou Elliotte; Verkäufe: + 40.000 |
| 2019 | Enemy –                                  | — | — | — | — | SE43 Platin · (11 Wo.)SE | Erstveröffentlichung: 26. April 2019 Verkäufe: + 80.000                       |
| 2020 | Forever Yours (Avicii Tribute) –         | DE65 (1 Wo.)DE | — | CH25 (5 Wo.)CH | — | SE4 (12 Wo.)SE | Erstveröffentlichung: 24. Januar 2020 Verkäufe: + 20.000; mit Kygo & Avicii   |
| 2020 | Lean on Me –                             | — | — | — | — | SE44 Platin · (22 Wo.)SE | Erstveröffentlichung: 13. November 2020 Verkäufe: + 80.000                    |
| 2022 | The Days –                               | — | — | — | — | SE68 (8 Wo.)SE | Erstveröffentlichung: 4. März 2022                                            |
| 2024 | Hold On Me –                             | — | — | — | — | SE49 (1 Wo.)SE | Erstveröffentlichung: 15. November 2024 mit Kygo                              |
| Folgende Lieder erschienen nicht als Single, wurden aber durch das Album zum Download und Streaming bereitgestellt und konnten somit eine Platzierung erlangen: |                                          | | | | | |                                                                               |
| |                                          | | | | | |                                                                               |
| 2017 | So Much Better (Avicii Remix) AVĪCI (01) | — | — | — | — | SE12 (6 Wo.)SE | Charteinstieg: 18. August 2017                                                |

Weitere Singles
- 2017: What It Feels Like
- 2017: Don’t Hold Me (SE: Gold[5])
- 2018: Here
- 2020: Sad Child (mit Brother Leo, SE: Gold[6])
- 2021: Love to Lose (mit Georgia Ku, SE: Gold[7])

### Als Gastmusiker
| Jahr | Titel Album                 | Höchstplatzierung, Gesamtwochen, AuszeichnungChartplatzierungen (Jahr, Titel, Album, Platzierungen, Wochen, Auszeichnungen, Anmerkungen) | Höchstplatzierung, Gesamtwochen, AuszeichnungChartplatzierungen (Jahr, Titel, Album, Platzierungen, Wochen, Auszeichnungen, Anmerkungen) | Höchstplatzierung, Gesamtwochen, AuszeichnungChartplatzierungen (Jahr, Titel, Album, Platzierungen, Wochen, Auszeichnungen, Anmerkungen) | Höchstplatzierung, Gesamtwochen, AuszeichnungChartplatzierungen (Jahr, Titel, Album, Platzierungen, Wochen, Auszeichnungen, Anmerkungen) | Höchstplatzierung, Gesamtwochen, AuszeichnungChartplatzierungen (Jahr, Titel, Album, Platzierungen, Wochen, Auszeichnungen, Anmerkungen) | Anmerkungen                                                                                                  |
| Jahr | Titel Album                 | DE | AT | CH | UK | SE | Anmerkungen                                                                                                  |
| --- | --------------------------- | --- | --- | --- | --- | --- | --- |
| 2016 | Beautiful Life Less Is More | DE50 Gold · (14 Wo.)DE | AT51 (11 Wo.)AT | — | — | — | Erstveröffentlichung: 3. Juni 2016 Lost Frequencies feat. Sandro Cavazza Verkäufe: + 410.000                 |
| 2017 | Without You AVĪCI (01)      | DE18 Platin · (19 Wo.)DE | AT7 Gold · (26 Wo.)AT | CH10 (30 Wo.)CH | UK32 Platin · (11 Wo.)UK | SE1 ×7Siebenfachplatin · (116 Wo.)SE | Erstveröffentlichung: 11. August 2017 Avicii feat. Sandro Cavazza; Verkäufe: + 2.785.000                     |
| 2018 | Happy Now –                 | DE53 Gold · (16 Wo.)DE | AT53 (7 Wo.)AT | CH20 Gold · (22 Wo.)CH | UK— SilberUK | SE3 ×3Dreifachplatin · (33 Wo.)SE | Erstveröffentlichung: 26. Oktober 2018 Kygo feat. Sandro Cavazza; Verkäufe: + 970.000                        |
| Folgende Lieder erschienen nicht als Single, wurden aber durch das Album zum Download und Streaming bereitgestellt und konnten somit eine Platzierung erlangen: |                             | | | | | | |
| |                             | | | | | | |
| 2015 | Gonna Love Ya Stories       | — | — | — | — | SE3 ×3Dreifachplatin · (29 Wo.)SE | Charteinstieg: 9. Oktober 2015 Avicii feat. Sandro Cavazza; Verkäufe: + 120.000                              |
| 2015 | Sunset Jesus Stories        | — | — | — | — | SE37 (4 Wo.)SE | Charteinstieg: 9. Oktober 2015 Avicii feat. Gavin DeGraw, John Dhani Lennevald, Mike Posner & Sandro Cavazza |

### Autorenbeteiligungen
| Jahr | Titel Interpretation                            | Höchstplatzierung, Gesamtwochen, AuszeichnungChartplatzierungen (Jahr, Titel, Interpretation, Platzierungen, Wochen, Auszeichnungen, Anmerkungen) | Höchstplatzierung, Gesamtwochen, AuszeichnungChartplatzierungen (Jahr, Titel, Interpretation, Platzierungen, Wochen, Auszeichnungen, Anmerkungen) | Höchstplatzierung, Gesamtwochen, AuszeichnungChartplatzierungen (Jahr, Titel, Interpretation, Platzierungen, Wochen, Auszeichnungen, Anmerkungen) | Höchstplatzierung, Gesamtwochen, AuszeichnungChartplatzierungen (Jahr, Titel, Interpretation, Platzierungen, Wochen, Auszeichnungen, Anmerkungen) | Höchstplatzierung, Gesamtwochen, AuszeichnungChartplatzierungen (Jahr, Titel, Interpretation, Platzierungen, Wochen, Auszeichnungen, Anmerkungen) | Anmerkungen                                                 |
| Jahr | Titel Interpretation                            | DE | AT | CH | UK | SE | Anmerkungen                                                 |
| ---- | ----------------------------------------------- | --- | --- | --- | --- | --- | ----------------------------------------------------------- |
| 2018 | Mer för varandra Norlie & KKV & Estrad          | — | — | — | — | SE1 (46 Wo.)SE | Erstveröffentlichung: 18. Mai 2018                          |
| 2020 | Freedom Kygo feat. Zak Abel                     | DE90 (1 Wo.)DE | AT51 Gold · (1 Wo.)AT | CH25 (9 Wo.)CH | — | SE23 (4 Wo.)SE | Erstveröffentlichung: 17. April 2020 Verkäufe: + 15.000     |
| 2020 | Dansar med mig själv Estraden                   | — | — | — | — | SE27 Gold · (10 Wo.)SE | Erstveröffentlichung: 24. April 2020 Verkäufe: + 40.000     |
| 2021 | Young Right Now Robin Schulz feat. Dennis Lloyd | DE28 Gold · (27 Wo.)DE | AT32 Platin · (20 Wo.)AT | CH13 (34 Wo.)CH | — | — | Erstveröffentlichung: 12. November 2021 Verkäufe: + 355.000 |

## Auszeichnungen für Musikverkäufe
| Goldene Schallplatte - Australien - 2019: für die Single Happy Now - Belgien - 2019: für die Single Happy Now - Brasilien - 2023: für die Single Beautiful Life - 2024: für die Single Forever Yours (Avicii Tribute) - Dänemark - 2020: für die Single Happy Now - Frankreich - 2022: für die Single Happy Now - 2022: für die Autorenbeteiligung Young Right Now - 2023: für die Single Beautiful Life - Japan - 2024: für die Single Without You - Polen - 2022: für die Autorenbeteiligung Young Right Now - Schweden - 2021: für das Lied What Kind of Man - Vereinigte Staaten - 2019: für die Single Without You | Platin-Schallplatte - Belgien - 2019: für die Single Without You - Frankreich - 2020: für die Single Without You - Italien - 2021: für die Single Happy Now - Kanada - 2018: für die Single Without You - Mexiko - 2021: für die Single Happy Now - Neuseeland - 2022: für die Single Happy Now - Niederlande - 2017: für die Single Beautiful Life - Polen - 2020: für die Single Happy Now - Portugal - 2020: für die Single Without You - Spanien - 2024: für die Single Happy Now - 2024: für die Single Without You | 2× Platin-Schallplatte - Belgien - 2019: für die Single Beautiful Life - Dänemark - 2022: für die Single Without You - Neuseeland - 2023: für die Single Without You - Polen - 2021: für die Single Without You 3× Platin-Schallplatte - Brasilien - 2023: für die Single Without You - Italien - 2019: für die Single Without You |

Anmerkung: Auszeichnungen in Ländern aus den Charttabellen bzw. Chartboxen sind in ebendiesen zu finden.
| Land/RegionAuszeichnungen für Musikverkäufe (Land/Region, Auszeichnungen, Verkäufe, Quellen) | Silber  | Gold       | Platin       | Verkäufe  | Quellen              |
| -------------------------------------------------------------------------------------------- | ------- | ---------- | ------------ | --------- | -------------------- |
| Australien (ARIA)                                                                            | —       | Gold1      | —            | 35.000    | aria.com.au          |
| Belgien (BRMA)                                                                               | —       | Gold1      | 3× Platin3   | 90.000    | ultratop.be          |
| Brasilien (PMB)                                                                              | —       | 2× Gold2   | 3× Platin3   | 170.000   | pro-musicabr.org.br  |
| Dänemark (IFPI)                                                                              | —       | Gold1      | 2× Platin2   | 225.000   | ifpi.dk              |
| Deutschland (BVMI)                                                                           | —       | 3× Gold3   | Platin1      | 1.000.000 | musikindustrie.de    |
| Frankreich (SNEP)                                                                            | —       | 3× Gold3   | Platin1      | 500.000   | snepmusique.com      |
| Italien (FIMI)                                                                               | —       | —          | 4× Platin4   | 220.000   | fimi.it              |
| Japan (RIAJ)                                                                                 | —       | Gold1      | —            | —         | riaj.or.jp           |
| Kanada (MC)                                                                                  | —       | —          | Platin1      | 80.000    | musiccanada.com      |
| Mexiko (AMPROFON)                                                                            | —       | —          | Platin1      | 60.000    | amprofon.com.mx      |
| Neuseeland (RMNZ)                                                                            | —       | —          | 3× Platin3   | 90.000    | radioscope.co.nz     |
| Niederlande (NVPI)                                                                           | —       | —          | Platin1      | 40.000    | nvpi.nl              |
| Österreich (IFPI)                                                                            | —       | 2× Gold2   | Platin1      | 60.000    | ifpi.at              |
| Polen (ZPAV)                                                                                 | —       | Gold1      | 3× Platin3   | 145.000   | olis.pl              |
| Portugal (AFP)                                                                               | —       | —          | Platin1      | 10.000    | Einzelnachweise      |
| Schweden (IFPI)                                                                              | —       | 6× Gold6   | 18× Platin18 | 1.300.000 | sverigetopplistan.se |
| Schweiz (IFPI)                                                                               | —       | Gold1      | —            | 10.000    | musikwoche.de        |
| Spanien (Promusicae)                                                                         | —       | —          | 2× Platin2   | 120.000   | elportaldemusica.es  |
| Vereinigte Staaten (RIAA)                                                                    | —       | Gold1      | —            | 500.000   | riaa.com             |
| Vereinigtes Königreich (BPI)                                                                 | Silber1 | —          | Platin1      | 800.000   | bpi.co.uk            |
| Insgesamt                                                                                    | Silber1 | 23× Gold23 | 46× Platin46 |           |                      |